# Tenagomysis tenuipes
Tenagomysis tenuipes är en kräftdjursart som beskrevs av W. Tattersall 1918. Tenagomysis tenuipes ingår i släktet Tenagomysis och familjen Mysidae. Inga underarter finns listade i Catalogue of Life.